# Temoaya
Temoaya è un comune del Messico, situato nello stato di Messico.